# Suzane
Océane Colom (Aviñón, 29 de diciembre de 1990), más conocida como Suzane, es una cantante francesa. Ha publicado dos álbumes de estudio: Toï Toï (2020) y Caméo (2022). En la 35.ª edición de las Victoires de la Musique de 2020 fue galardonada como "Mejor artista revelación".

## Biografía

### Primeros años
Nacida en 1990 en Aviñón, Suzane creció en Les Angles en el seno de un matrimonio conformado por un enfermero y una funcionaria. Ambos le inculcaron desde temprana edad el interés por la música, de la mano de artistas como Fréhel, Édith Piaf, Barbara o Jacques Brel. Con cinco años se inicia en la danza clásica y a partir de los ocho años estudia canto y solfeo. Durante su adolescencia, compagina su curso de artes en el instituto con el Conservatorio de música de Gran Aviñón, aunque tras la muerte de un amigo cae en depresión y abandona sus estudios.
Durante los siguientes años estuvo realizando diferentes trabajos, como cajera de supermercado o camarera en un diner de Montpellier. En 2014 decidió trasladarse a París, al XX Distrito, donde estuvo cuatro años trabajando en restaurantes y bares. Al mismo tiempo, retoma su carrera artística, reanudando las lecciones de canto y comenzando a escribir sus primeras canciones.

### Carrera musical
En 2017, cuando aún seguía trabajando en el bar, conoce al productor Chad Boccara, quien le da una oportunidad después de leer sus letras. Océane decide adoptar como nombre artístico el de Suzane en honor a su abuela y en 2018 publica bajo su nuevo seudónimo sus dos primeros sencillos, «L'Insatisfait» y «La Flemme». Ese año actúa por primera vez en público. A lo largo de 2019 hace un gira por todo el país, participando en 32 festivales (incluyendo el Festival des Vieilles Charrues) y realizando más de 200 conciertos, incluyendo algunas fechas en China y en Japón con la Alianza francesa. Llegó a ser la artista francesa con más actuaciones en 2019, sin haber sacado hasta entonces álbum.
A mitad de 2019 firma con el sello discográfico 3e bureau, filial de Wagram Music, con los que lanza su primer EP, Suzane. Dos de los temas del álbum, «Suzane» y «Il est où le SAV ?», tuvieron cierto éxito en Internet. Su primer álbum de estudio, titulado Toï Toï, salió a la venta a principios de 2020. El título del álbum hace referencia a una expresión alemana que le trae buena suerte y contiene una quincena de pistas con textos de temática feminista y ecologista. Suzane se beneficia entonces de un gran entusiasmo mediático, convirtiéndose en la "artista sensación" del 2020. La cantante actúa como cabeza de cartel en el Olympia de París y en Le Trianon, además de ser galardonada "Mejor artista revelación" en la 35.ª ceremonia de las Victoires de la Musique.
En 2021, Suzane publica una reedición de Toï Toï, que cuenta con nuevos sencillos, entre ellos «Pendant 24 h» junto a Grand Corps Malade y «La Vie dolce» junto al DJ Feder. Durante los próximos meses continúa con el tour a la par que compone nuevas canciones para su segundo álbum, Caméo, lanzado el 4 de noviembre de 2022. Sus tres sencillos promocionales fueron «Clit Is Good», «Belladona» y «Un ticket pour la Lune».

## Vida privada
Suzane salió del armario durante su adolescencia, siendo desde el instituto abiertamente lesbiana. Es ecologista y activista feminista, comprometida con el colectivo #NousToutes. En 2017, en las elecciones presidenciales, votó en blanco y explicó que no había encontrado un candidato «que realmente escuchara a la gente».

## Discografía

### Álbumes
| Título  | Detalles del Álbum | Posiciones en listas musicales | Posiciones en listas musicales | Posiciones en listas musicales | Ventas   | Certificaciones      |
| Título  | Detalles del Álbum | FRA                            | BEL                            | SUI                            | Ventas   | Certificaciones      |
| ------- | --- | ------------------------------ | ------------------------------ | ------------------------------ | -------- | -------------------- |
| Toï Toï | - Publicación: 24 de enero de 2020 - Discográfica: 3ème Bureau, Wagram Music - Formatos: CD, descarga digital, streaming    | 14                             | 35                             | —                              | - 50 000 | - SNEP: disco de oro |
| Caméo   | - Publicación: 4 de noviembre de 2022 - Discográfica: 3ème Bureau, Wagram Music - Formatos: CD, descarga digital, streaming | 19                             | 69                             | 97                             |          |                      |

### EP
| Título | Detalles del EP                                                                                               | Posiciones en listas musicales | Posiciones en listas musicales |
| Título | Detalles del EP                                                                                               | FRA                            | BEL                            |
| ------ | --- | ------------------------------ | ------------------------------ |

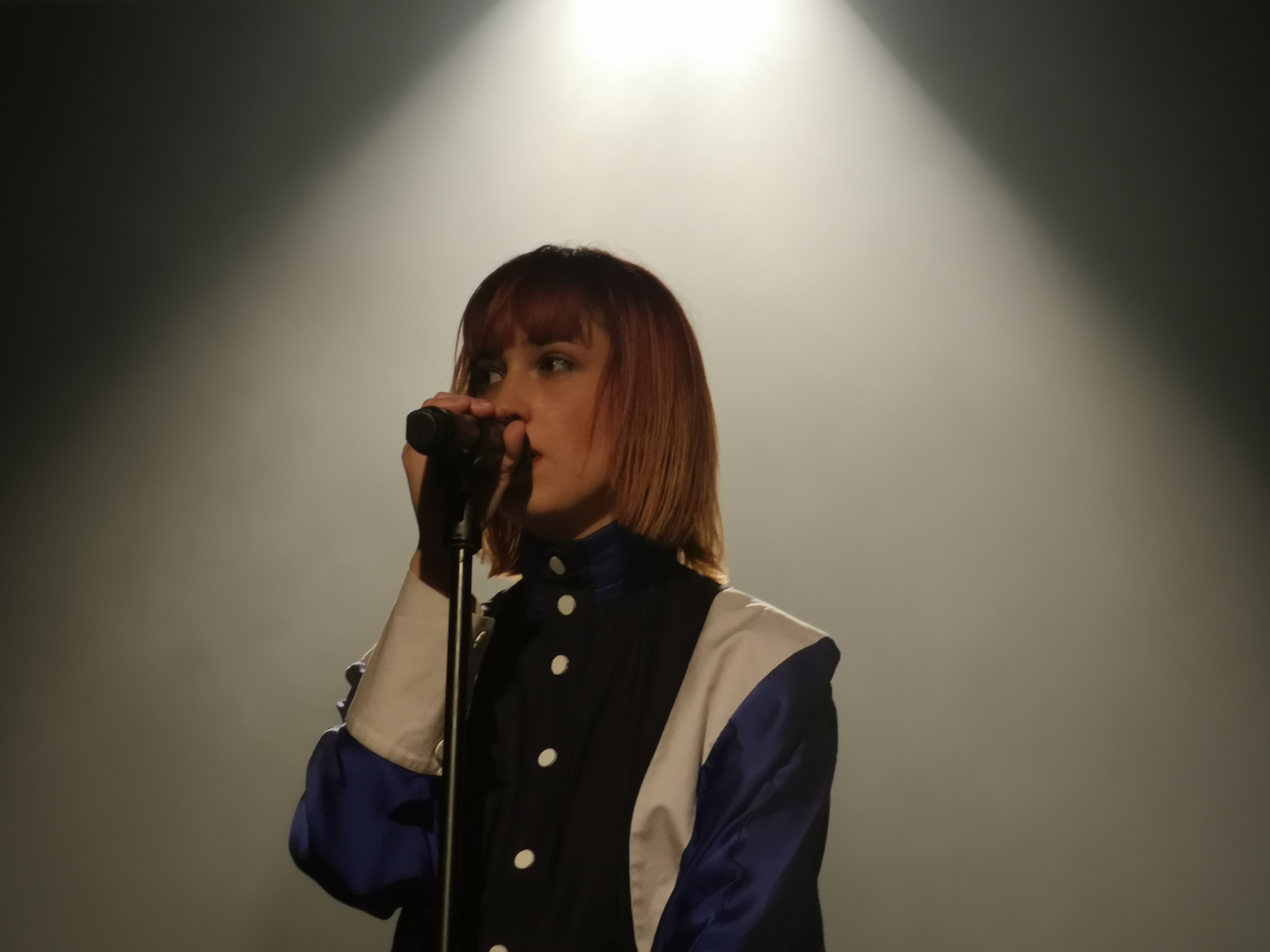
Suzane actuando en Chelles, 2019.

| Suzane | - Publicación: 25 de enero de 2019 - Discográfica: 3ème Bureau, Wagram Music - Formatos: CD, descarga digital | —                              | —                              |

### Sencillos
- L'Insatisfait (2018)
- La flemme (2018)
- Suzane (2019)
- SLT (2019)
- Laisse tomber les filles - Souvenirs d'été cover de France Gall (2019)
- Il est où le SAV ? feat. Témé Tan (2018)
- L'Appart vide (2020)
- La Vie dolce feat. Feder (2021)
- Clit Is Good (2022)
- Belladonna (2022)
- Un ticket pour la Lune (2022)